# Associazione Calcio Bellaria Igea Marina 2013-2014
Questa pagina raccoglie le informazioni riguardanti l'Associazione Calcio Bellaria Igea Marina nelle competizioni ufficiali della stagione 2013-2014.

## Rosa
| N. |                     | Ruolo | Calciatore               |
| -- | ------------------- | ----- | ------------------------ |
|    | Italia (bandiera)   | C     | Armando Amati            |
|    | Paraguay (bandiera) | C     | Oscar Arzamendia         |
|    | Italia (bandiera)   | C     | Andrea Beghetto          |
|    | Italia (bandiera)   | D     | Matteo Boccaccini        |
|    | Italia (bandiera)   | C     | Fabrizio Bramati         |
|    | Italia (bandiera)   | P     | Leonardo Buggin          |
|    | Italia (bandiera)   | D     | Kadir Caidi              |
|    | Italia (bandiera)   | A     | Alessandro Camporesi     |
|    | Italia (bandiera)   | D     | Gaetano Capogrosso       |
|    | Canada (bandiera)   | A     | Jeremy Caranci           |
|    | Italia (bandiera)   | P     | Andrea Carroppo          |
|    | Italia (bandiera)   | C     | Matteo Casantini         |
|    | Italia (bandiera)   | A     | Alessandro Cesca         |
|    | Italia (bandiera)   | C     | Francesco Cocci          |
|    | Italia (bandiera)   | D     | Simone D'Angelo          |
|    | Italia (bandiera)   | C     | Gianfilippo Dal Poggetto |
|    | Italia (bandiera)   | P     | Mattia De Deo            |
|    | Italia (bandiera)   | C     | Nicola Del Pivo          |
|    | Italia (bandiera)   | A     | Lorenzo Di Stefano       |
|    | Italia (bandiera)   | D     | Nino Di Stefano          |
|    | Italia (bandiera)   | A     | Pasquale Evacuo          |
|    | Italia (bandiera)   | C     | Mattia Evangelisti       |
|    | Italia (bandiera)   | C     | Emanuele Ferraioli       |
|    | Italia (bandiera)   | C     | Fabio Ferrari            |

| N. |                    | Ruolo | Calciatore           |
| -- | ------------------ | ----- | -------------------- |
|    | Italia (bandiera)  | C     | Alessandro Ferretti  |
|    | Italia (bandiera)  | A     | Daniele Fioretti     |
|    | Italia (bandiera)  | A     | Giovanni Kyeremateng |
|    | Italia (bandiera)  | P     | Nicola Izzillo       |
|    | Italia (bandiera)  | A     | Daniele Grandi       |
|    | Italia (bandiera)  | P     | Paolo Guerci         |
|    | Italia (bandiera)  | A     | Pierpaolo Imparato   |
|    | Italia (bandiera)  | A     | Filippo Lauricella   |
|    | Italia (bandiera)  | D     | Gianluca Leone       |
|    | Italia (bandiera)  | C     | Nicholas Lombardi    |
|    | Italia (bandiera)  | D     | Roberto Masullo      |
|    | Italia (bandiera)  | A     | Pasquale Mazzocchi   |
|    | Italia (bandiera)  | C     | Gianluca Migliore    |
|    | Brasile (bandiera) | C     | Felice Oliveira      |
|    | Brasile (bandiera) | D     | Jefferson Oliveira   |
|    | Canada (bandiera)  | C     | Jonathan Parolini    |
|    | Italia (bandiera)  | C     | Marco Perini         |
|    | Italia (bandiera)  | C     | Michele Pisanu       |
|    | Italia (bandiera)  | D     | Luigi Riccardi       |
|    | Italia (bandiera)  | D     | Francesco Sabatucci  |
|    | Italia (bandiera)  | C     | Gianpaolo Sirigu     |
|    | Italia (bandiera)  | D     | Andrea Ulizio        |
|    | Italia (bandiera)  | P     | Pierpaolo Ursini     |
|    | Italia (bandiera)  | D     | Gabriele Varrella    |

## Risultati

### Campionato

#### Girone di andata
| 1 settembre 2013 1ª giornata | Mantova | 3 – 3 | Bellaria Igea Marina |  |

| 8 settembre 2013 2ª giornata | Bellaria Igea Marina | 0 – 1 | Pergolettese |  |

| 15 settembre 2013 3ª giornata | Castiglione | 1 – 1 | Bellaria Igea Marina |  |

| 22 settembre 2013 4ª giornata | Bellaria Igea Marina | 2 – 0 | Bra |  |

| 29 settembre 2013 5ª giornata | Bellaria Igea Marina | 2 – 0 | Virtus Verona |  |

| 6 ottobre 2013 6ª giornata | Rimini | 1 – 0 | Bellaria Igea Marina |  |

| 13 ottobre 2013 7ª giornata | Bellaria Igea Marina | 1 – 2 | Monza |  |

| 20 ottobre 2013 8ª giornata | Bassano Virtus | 4 – 0 | Bellaria Igea Marina |  |

| 27 ottobre 2013 9ª giornata | Bellaria Igea Marina | 1 – 3 | Renate |  |

| 3 novembre 2013 10ª giornata | Torres | 1 – 0 | Bellaria Igea Marina |  |

| 10 novembre 2013 11ª giornata | Bellaria Igea Marina | 3 – 2 | Forlì |  |

| 16 novembre 2013 12ª giornata | Delta Porto Tolle | 1 – 1 | Bellaria Igea Marina |  |

| 24 novembre 2013 13ª giornata | Bellaria Igea Marina | 1 – 3 | Santarcangelo |  |

| 1 dicembre 2013 14ª giornata | Real Vicenza | 2 – 1 | Bellaria Igea Marina |  |

| 8 dicembre 2013 15ª giornata | Bellaria Igea Marina | 1 – 5 | Alessandria |  |

| 15 dicembre 2013 16ª giornata | Cuneo | 2 – 1 | Bellaria Igea Marina |  |

| 22 dicembre 2013 17ª giornata | Bellaria Igea Marina | 0 – 1 | SPAL |  |

#### Girone di ritorno
| 5 gennaio 2014 18ª giornata | Bellaria Igea Marina | 0 – 4 | Mantova |  |

| 12 gennaio 2014 19ª giornata | Pergolettese | 1 – 0 | Bellaria Igea Marina |  |

| 19 gennaio 2014 20ª giornata | Bellaria Igea Marina | 1 – 1 | Castiglione |  |

| 26 gennaio 2014 21ª giornata | Bra | 4 – 1 | Bellaria Igea Marina |  |

| 2 febbraio 2014 22ª giornata | Virtus Verona | 2 – 1 | Bellaria Igea Marina |  |

| 9 febbraio 2014 23ª giornata | Bellaria Igea Marina | 0 – 1 | Rimini |  |

| 16 febbraio 2014 24ª giornata | Monza | 5 – 0 | Bellaria Igea Marina |  |

| 23 febbraio 2014 25ª giornata | Bellaria Igea Marina | 0 – 3 | Bassano Virtus |  |

| 2 marzo 2014 26ª giornata | Renate | 3 – 0 | Bellaria Igea Marina |  |

| 9 marzo 2014 27ª giornata | Bellaria Igea Marina | 0 – 3 | Torres |  |

| 16 marzo 2014 28ª giornata | Forlì | 5 – 0 | Bellaria Igea Marina |  |

| 23 marzo 2014 29ª giornata | Bellaria Igea Marina | 0 – 1 | Delta Porto Tolle |  |

| 30 marzo 2014 30ª giornata | Santarcangelo | 1 – 2 | Bellaria Igea Marina |  |

| 6 aprile 2014 31ª giornata | Bellaria Igea Marina | 0 – 2 | Real Vicenza |  |

| 13 aprile 2014 32ª giornata | Alessandria | 1 – 0 | Bellaria Igea Marina |  |

| 27 aprile 2014 33ª giornata | Bellaria Igea Marina | 0 – 7 | Cuneo |  |

| 4 maggio 2014 34ª giornata | SPAL | 3 – 1 | Bellaria Igea Marina |  |